# Scheyrer Kreuz

Wappen von Scheyern mit Scheyrer Kreuz

Als Scheyrer Kreuz, auch Scheyerer Kreuz, werden die Kreuzreliquie des Klosters Scheyern und ihre kreuzförmigen Behältnisse bezeichnet. Der Überlieferung nach handelt es sich dabei um einen Splitter des Heiligen Kreuzes. Er wird in einer Monstranz in der Heilig-Kreuz-Kapelle der Klosterkirche Heilig Kreuz und Mariä Himmelfahrt aufbewahrt.
In Bayern und Österreich wird ein solches Doppelkreuz (Kreuz mit zwei Balken) oft als Scheyrer Kreuz bezeichnet.

## Geschichte des Doppelkreuzes von Scheyern
Nach den Unterlagen des Klosters kam die Kreuzpartikel erstmals während der Amtszeit des Abtes Ulrich III. (1135–1160) in die Abtei,  doch erst dessen Nachfolger setzte es 1180 der öffentlichen Verehrung aus. Am 18. Juni 1362 wird Scheyern als „Kloster des heiligen Kreuzes“ am Papstpalast in Avignon genannt. Zu dieser Zeit war es ein „Reliquiar von Birnbaumholz, umgeben mit silberner, vergoldeter Treibarbeit“. Von 1511 bis 1513 ließ der damalige Abt die Reliquie gotisch in Gold und Edelsteinen fassen. Um 1738 wurde es durch den Augsburger Goldschmied Johann Georg Herkommer durch ein noch heute erhaltenes Ostensorium im Rokoko-Stil aus Silber ersetzt. Bei Restaurierungsmaßnahmen im Jahre 1901 wurde es neu vergoldet.
Im Jahre 1980 erhob Papst Johannes Paul II. die Klosterkirche zur Basilica minor, im Jubiläumsjahr 800 Jahre nach der Ankunft der Reliquie im Kloster.

## Form und Abmessungen des Scheyrer Kreuzes
Die Scheyerer Kreuzreliquie ist nach der Form des byzantinischen Patriarchenkreuzes gefasst; das erklärt die beiden Querbalken. Der obere Balken symbolisiert die Kreuzesinschrift, die bei der Kreuzverehrung in Jerusalem gezeigt wurde.
1901 wurde die Kreuzpartikel neu vermessen: Sie ist 18,5 cm hoch, der obere Querbalken 4 cm breit, der untere 8,1 cm. Die Breite des Stammes des Kreuzsplitters beträgt durchschnittlich 7,5 cm, und er ist im Schnitt 0,2 mm dick.

## Kreuzkapelle

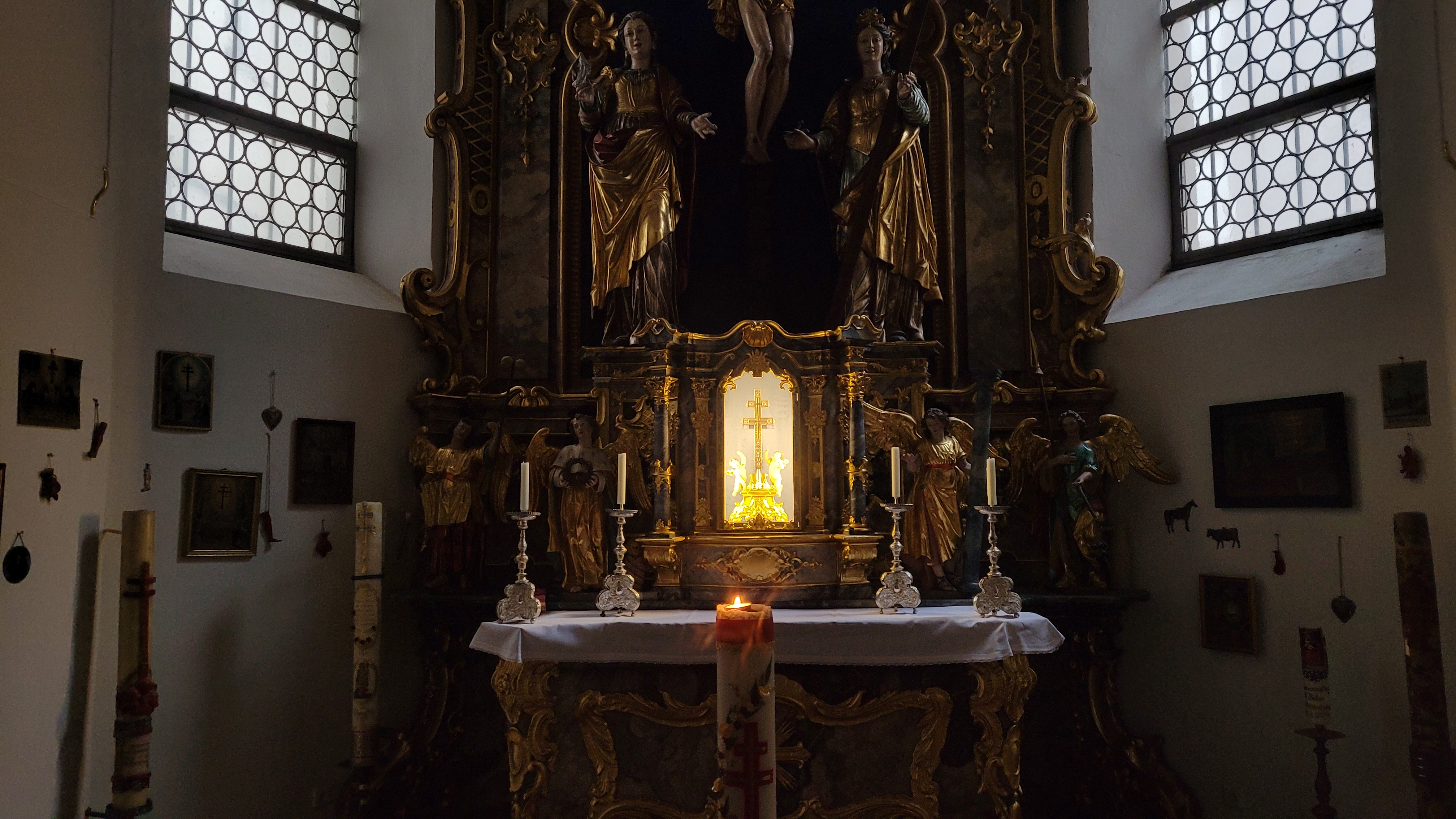
Scheyrer Kreuz in der Heilig-Kreuz-Kapelle

Die Kreuzreliquie wurde zunächst in der Königskapelle des Klosters aufbewahrt. Seit 1739 wird sie in der an die Südseite der Kirche angebauten Kreuzkapelle verehrt. Das Ausstattungsprogramm der 1738/39 errichteten Kapelle ist darauf abgestimmt: Das Zentrum des Kreuzaltars (im Zustand seit 2010) bilden ein Kruzifix (um 1600) sowie die Figuren der hll. Maria Magdalena (links) und Helena mit dem von ihr aufgefundenen Wahren Kreuz (rechts). Darunter wird die Reliquie im Tabernakel auf der Altarmensa gezeigt.
Das 1739 von Melchior Puchner gemalte Deckenfresko zeigt die Verehrung des Heiligen Kreuzes durch Kirche und Welt. In einer gelben Gloriole schwebt, von Putten und Engeln umgeben, Christus. In der erhobenen rechten Hand hält er das Scheyrer Kreuz, von dem segensreiche Strahlen ausgehen und auf die drei Gruppen der anbetenden Verehrer am unteren Bildrand herabfallen: links Ordensgründer und Ordensgeistliche, in der Mitte Weltgeistliche, rechts weltliche Fürsten. 
Die drei kleinen Fresken an der Emporenbrüstung  versinnbildlichen die Kraft des Heiligen Kreuzes von Scheyern: als Trost der Sterbenden – im Sieg über Satan, Ungläubige und Irrlehrer – als Zuflucht bei Unwetter; zentral im Himmel über der Szene erscheint jeweils das Scheyrer Kreuz.

## Reliquiare

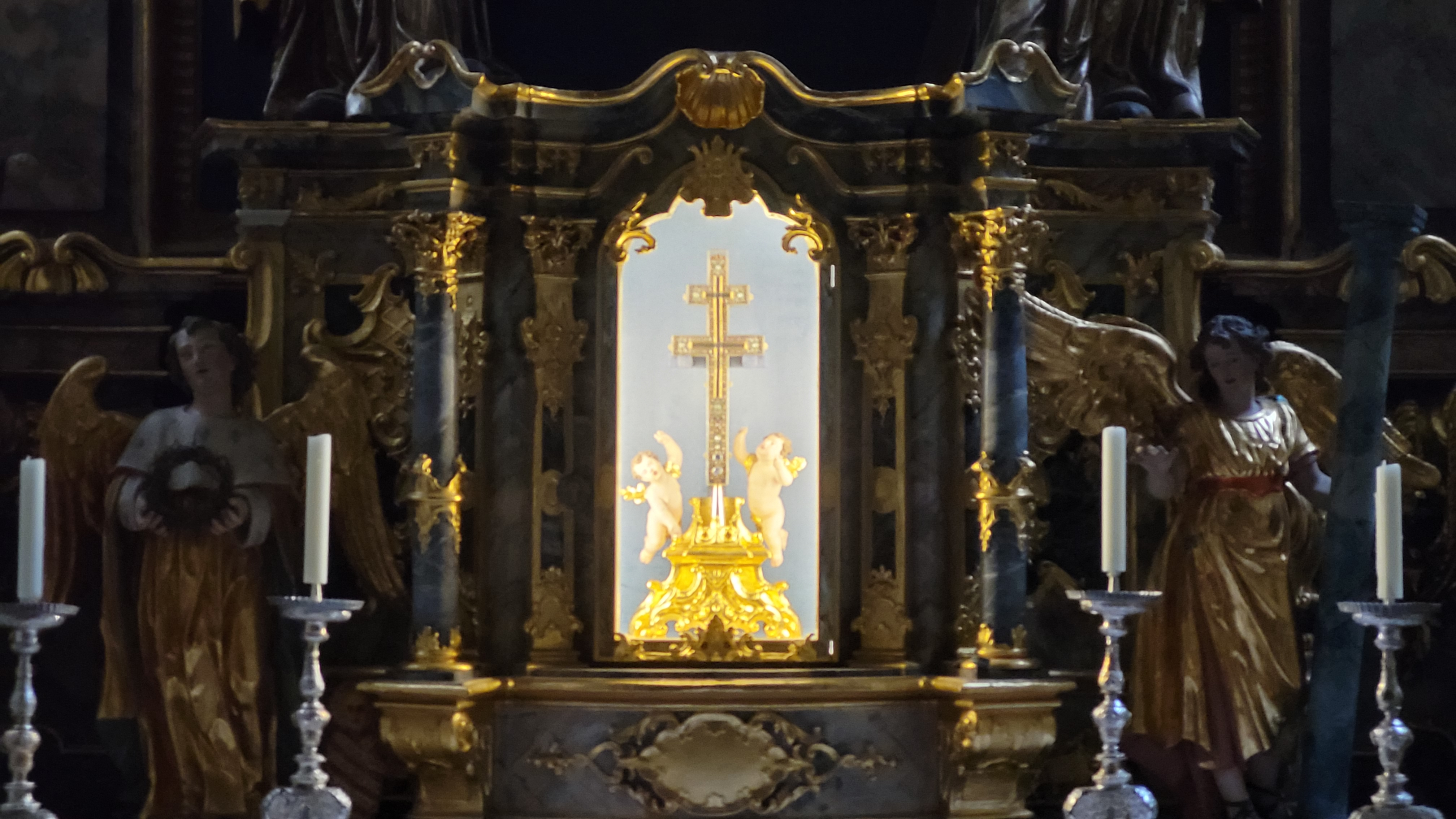
Kreuzmonstranz von 1747

Die eigentliche Kreuzpartikel ist in ein inneres Behältnis gefasst, das 1730 erneuert und 1901 ausgebessert wurde. Im Lauf der Jahrhunderte wurden mindestens fünf Reliquiare geschaffen, um diese Fassung aufzunehmen.
1. Als der Kanoniker Konrad um 1155/57 auf die Reise durch Europa ging, um Spenden für das Patriarchat zu erbitten, wurde ihm eine Sammlung von Reliquien mitgegeben: eine Partikel vom Kreuz Christi und Erde von sieben heiligen Stätten in Bethlehem und Jerusalem.[11] Dafür wurde kurz vor seiner Abreise in Jerusalem ein Behältnis im byzantinischen Stil geschaffen, das bis heute im Kloster Scheyern erhalten ist.[12] Es handelt sich um ein 47 cm hohes Doppelkreuz aus Holz mit Verkleidung aus vergoldetem Silberblech. Die Vorderseite ist offen, um die Kreuzpartikel zu zeigen; die Rückseite und die Schmalseiten sind mit einem gepunzten Rankendekor verziert; an den Schmalseiten wurden später (im 14. Jahrhundert?) zusätzlich kleine Medaillons mit gestanzten Köpfen aufgelötet. 
 Aus kunsthistorischer Sicht gehört dieses älteste Scheyrer Kreuz zusammen mit zwei Reliquienkreuzen in Augsburg (aus Kaisheim),[13] Stuttgart (aus Denkendorf) und Barletta (S. Sepolcro) zu einer Gruppe, die vermutlich in einer Jerusalemer Werkstatt für den Export gefertigt wurden.[14] Diese Holzkreuze mit Blechverkleidung unterscheiden sich deutlich von den aufwendiger gefertigten Kreuzreliquiaren in Tafelform (Staurotheken), beispielsweise in Donauwörth, Limburg oder der Schatzkammer der Münchner Residenz.
2. 1511[15] oder 1511–13[16] schufen die Landshuter Leonhard und Bernhard Burger[15] eine spätgotische Monstranz. Diese wurde 1738 zugunsten des Nachfolgemodells eingeschmolzen. Ihr ungefähres Aussehen ist aber durch mehrere Abbildungen auf Gemälden[17] und Kupferstichen[18] überliefert.
3. 1738–41 ließ die Abtei von Johann Georg Herkommer ein neues, großes Ostensorium aus Silber herstellen, reich vergoldet und mit Edelsteinen und Emaille-Medaillons besetzt, und zahlte für dieses „Prachtstück“[19] im Rokoko-Stil 4286 Gulden.[15] (Zum Vergleich: Für die Freskierung von Mittelschiff und Chor der Kirche erhielt der Maler 1769/70 nur 1110 Gulden ausbezahlt.[20]) Das 110 cm hohe[19] Reliquiar bildet in seiner Gesamtform die gotische Monstranz nach. Es unterscheidet sich vor allem in der Gestaltung des deutlich höheren Fußes, im Dekor der Vorderseite und durch die beiden seitlich oberhalb des Fußes angefügten Putti mit Leidenswerkzeugen. 1801 musste es zur Deckung von Kriegskosten abgeliefert werden, konnte aber von der Gemeinde Scheyern für 696 Gulden wieder ausgelöst werden. Da es nun nicht mehr Besitz des Klosters war, entging es 1803 der Säkularisation.[11]
4. 1747 wurde zusätzlich eine kleinere Kreuzmonstranz aus vergoldetem Kupfer angefertigt.[11] Sie dient heute zur Präsentation der Reliquie im Tabernakel des Kreuzaltars.[21][22]
5. Die Monstranzen sind – wie der Name sagt – Schaugefäße zum Zeigen der Reliquie. Sie eignen sich nur schlecht dazu, die Reliquie einem Gläubigen zur Verehrung durch Küssen zu reichen oder sie segnend einem Gläubigen oder einem Gegenstand aufzulegen. Daher wurde 1901 zusätzlich eine „Hülse von Silber mit Spiegelglas“[11] angefertigt, um diesen praktischen Erfordernissen gerecht zu werden.

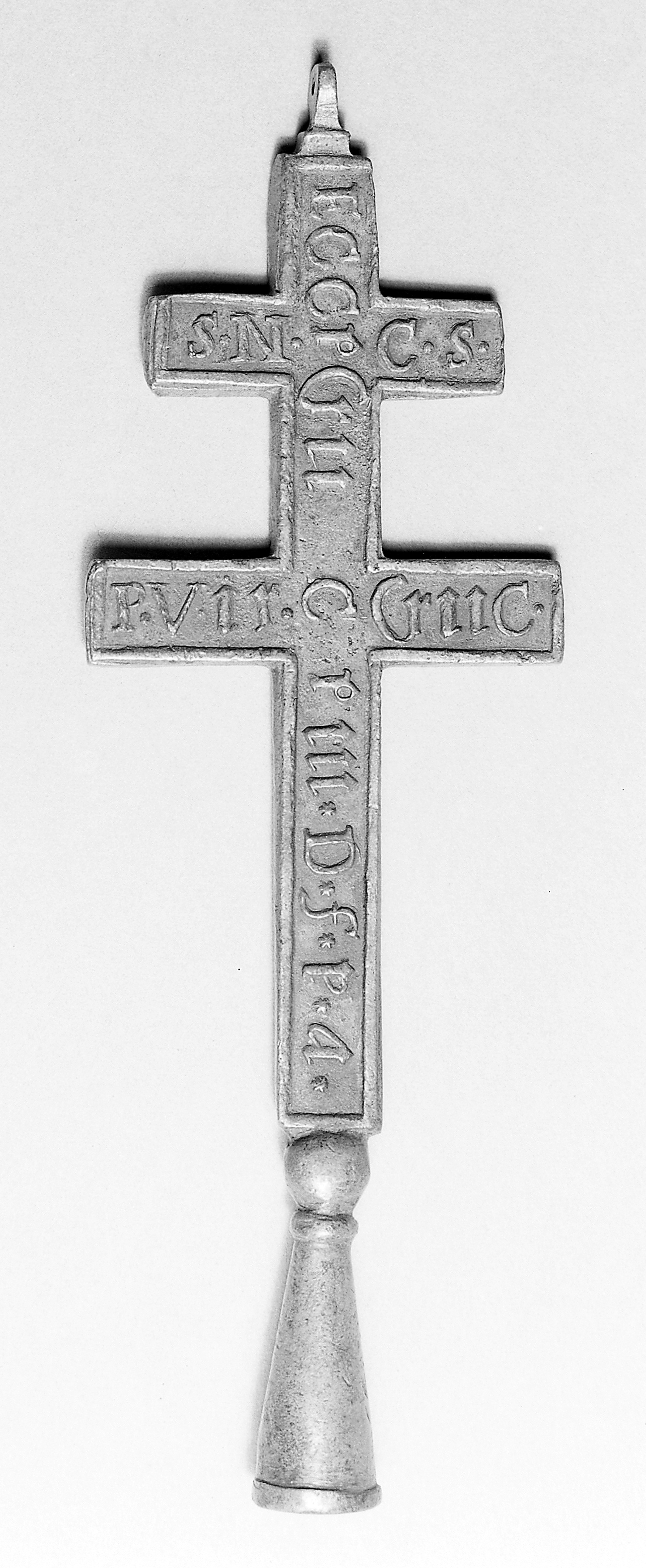

## Devotionalien
Aus Metall gegossene kleine Nachbildungen des Scheyrer Kreuzes, die „mit dem hl. Kreuze gesegnet und berührt“ werden und die meist mit einer Inschrift wie „SS. CRVX SCHYRENSIS“ („das hochheilige Scheyrer Kreuz“) versehen sind, fanden als Wallfahrtsandenken bzw. Devotionalien Eingang in die Volksfrömmigkeit. Gläubige können mit diesen Kreuzchen bei Erfüllung bestimmter Voraussetzungen einen Teilablass erlangen. Ihnen wurde oder wird außerdem eine weltliche Wirkkraft zugeschrieben, insbesondere zum Schutz vor Blitz- und Feuergefahr sowie zur Bewahrung der Feldfrüchte vor Hagelschlag und Ungeziefer zugeschrieben. Im Vergleich mit ähnlichen amulettwertigen Devotionalien galten die Scheyrer Kreuze als „besonders wirksam“ und der Volksglaube konnte gegebenenfalls die Grenze zum Aberglauben an die „magische Wirkung“ eines Objekts überschreiten.